# 남유진 (기상 캐스터)
남유진(1991년 12월 2일 ~ )은 대한민국 SBS의 기상 캐스터이다.

## 학력
- 성균관대학교 연기예술학과 (2010학번 / 학사)

## 경력
- 2017년 ~ 2018년: 한국경제TV 시황캐스터
- 2018년: 연합뉴스TV 뉴스 캐스터
- 2019년 ~ 2020년: 채널A 뉴스 기상캐스터
- 2020년 ~ 현재: SBS 기상캐스터

## 진행
- 2020년 7월 1일 ~ 2024년 11월 22일: SBS 오 뉴스 (평일)
- 2020년 7월 1일 ~ : SBS 8 뉴스 (평일, 토요일)